# David Clarkson (Pastor)

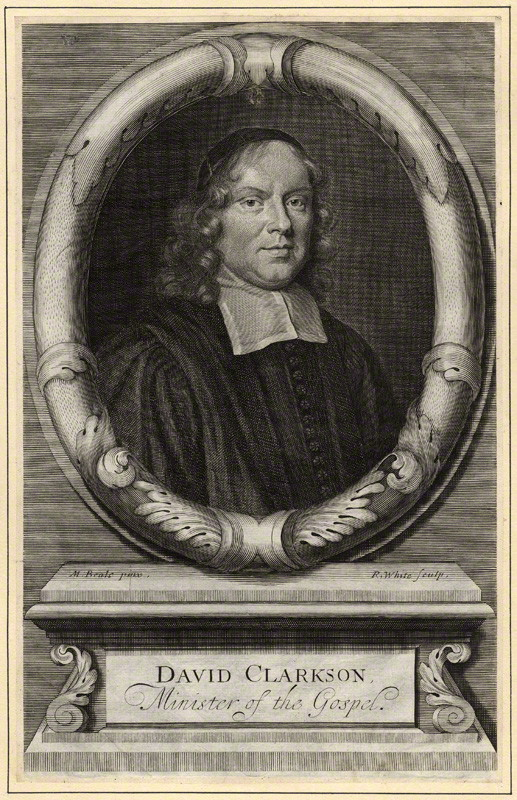
David Clarkson

David Clarkson (* Februar 1622 in Bradford, Yorkshire; † 14. Juni 1686 in London) war ein englischer puritanischer Pastor, dessen Predigten in gedruckter Form weite Verbreitung fanden.

## Leben
Über das Leben Clarksons ist wenig bekannt. Von 1641 bis 1645 studierte er am Trinity College in Cambridge. 1645 wurde er Fellow von Clare Hall, Cambridge. Von 1650 bis 1655 war Clarkson Rektor in Crayford, Kent. In die Zeit fällt seine Heirat mit einer Miss Holcroft im Jahr 1651. Von 1656 bis 1661 wirkte Clarkson als Rektor von Mortlake, Surrey. 1661 wurde er Assistent von Samuel Clarke in St. Benet Fink, London, wo er 1662 durch die Uniformitätsakte als Nonkonformist sein Amt verlor. In der Folge war er gezwungen, nur im Stillen zu wirken, wo immer er konnte. Er beschäftigte sich mit Studieren und Schreiben. Nach der Royal Declaration of Indulgence wurde er 1672 Pastor der presbyterianisch-independenten Gemeinde in Mortlake. 1682 folgte die Berufung als Kollege von John Owen in dessen Kirchengemeinde in der Leadenhall Street in London. Im folgenden Jahr wurde er nach dem Tod Owens der alleinige Pastor dieser Gemeinde und diente in diesem Amt bis zu seinem Tod am 14. Juni 1686.

## Werke
- James Nichol (Hrsg.): The practical works of David Clarkson. 3 Bände, Edinburgh 1856, 1865. Online verfügbar als PDF: Bd. 1 (PDF; 37,4 MB), Bd. 2 (PDF; 48,5 MB), Bd. 3 (PDF; 51,9 MB).